# China und die Weltbank
China und die Weltbank verbindet eine wechselvolle Geschichte. Bis 1980 war China nicht in die Geschicke der Weltbank-Gruppe involviert. Seit seinem Beitritt hat das Land jedoch bedeutende Beiträge zur Weltbank geleistet und gleichzeitig für verschiedene Projekte auf eigenem Territorium Darlehen bei der Bank aufgenommen. Trotz seines Status als aufsteigende Weltmacht war es für China schwierig, ein angemessenes Stimmrecht zu erhalten. Deshalb gründete es zusammen mit anderen BRIC-Staaten (Akronym für Brasilien, Russland, Indien, China) 2014 eine eigene Entwicklungsbank, die New Development Bank.

## Geschichte

### China tritt der Weltbank bei
Vor dem Beitritt der Volksrepublik China zum IMF und der Weltbank im April 1980 wurde China durch die Republik China in den beiden Einrichtungen vertreten. Zunächst trat die Republik China am 27. Dezember 1945 der Internationalen Bank für Wiederaufbau und Entwicklung bei. Im Jahre 1980 übernahm die Volksrepublik China den Platz der Republik China. Kurz nach ihrem Beitritt erhielt die Volksrepublik China die Genehmigung für ihren ersten Kreditantrag für ein Projekt. Als Reaktion auf das gewaltsame Vorgehen Chinas gegen protestierende Studenten auf dem Tian’anmen-Platz im Jahr 1989 (Tian’anmen-Massaker) hat die Weltbank ihre Kredite für das Land für ein Jahr eingefroren.
Zusätzlich zu der Bedeutung als Geber für projektbezogene Kredite spielte die Weltbank eine weitere entscheidende Rolle für China, nämlich als richtungsweisende Institution für Chinas Reformpolitik, die in den 1980er Jahren in Gang gesetzt wurde. In Folge stetigen Wachstums konnte China sein Stimmrecht 2010 immer weiter ausbauen, als einige entwickelte Länder ihre Verantwortungen an Schwellenländer abgaben.

### Projekte in China
Bis Juni 2017 gab es insgesamt 101 noch zu realisierende Projekte in China, die durch Kredite der Weltbank gefördert wurden. Diese Projekte waren in erster Linie Finanzierungen technischer Hilfen wie Rentenreform, Städtebaureform, Reform des Energiesektors, Umweltschutz, Entwicklung des Arbeitsmarktes und des sozialen Sicherungsnetzes, Zinsliberalisierung und Liberalisierung des Außenhandels. Nach seiner Klassifizierung als ein Land mittleren Einkommens erhielt China Zugang zu Krediten der Internationalen Bank für Wiederaufbau und Entwicklung. Von dieser lieh China sich knapp 40 Milliarden Dollar im Zeitraum von 1999 bis 2011. Ebenfalls bis 2011 erhielt das Land von der Internationalen Finanz-Corporation mehr als 5 Milliarden Dollar an Finanzierung für 220 Projekte im Privatsektor. 

### Umstrittene Weltbankprojekte
Ein höchst umstrittenes Weltbankprojekt war das Aktionsprogramm zur Verringerung der Armut in Gansu und der inneren Mongolei im Jahr 1999. Es beinhaltete den Bau eines 40 Meter langen Dammes, für den circa 60.000 Einwohner der Qinghai-Provinz umgesiedelt werden sollten. Dies führte zum Entschluss der Weltbank, sich aus diesem Teil des Projektes zurückzuziehen, um den Streit zu beenden. Ein anderes Projekt zur Verringerung der Armut im Westen Chinas wurde 2000 ebenfalls von der Weltbank gestoppt, da es ursprünglich vorsah, 58.000 chinesische Bauern nach Tibet umzusiedeln. Nach Veröffentlichung von Berichten durch ein Kontrollgremium musste das Projekt beendet werden, da Berichte darauf hindeuteten, dass die Weltbank Sozial- und Umweltrichtlinien verletzt hatte.